# Étienne de Fay
Étienne de Fay (* um 1669 in Paris; † um 1750 in Amien) war eine gehörlose Person.

## Leben im Kloster
Als gehörloser Sohn einer Adelsfamilie wurde er mit fünf Jahren in die Kathedrale von Amiens geschickt. Dort erhielt er eine Ausbildung von den Prämonstratensermönchen mit Hilfe von Zeichen des heiligen Augustinus.
Nach seiner Ausbildung nahm er im Kloster Tätigkeiten als Architekt, Bildhauer, Bibliothekar und Lehrer wahr. Er kaufte auch viele Bücher und richtete eine Wunderkammer ein.
1712 erhielt er den Auftrag, Pläne für den Wiederaufbau der Kathedrale Saint-Jean in Amiens zu entwerfen. 1718 besuchte der Bischof von Amiens die Kathedrale nach ihrem Wiederaufbau. Dabei verständigte er sich durch einen Dolmetscher mit de Fay.

## Bedeutung für die Gehörlosen
Um 1720 begann er vor Abbé de l’Epée als erster bekannter Gehörlosenlehrer in Frankreich den Unterricht gehörloser (adliger) Kinder. Er kommunizierte nur mit den Händen.
Zwischen 1722 und 1727 besucht Pater Andre, neugierig dazu, Etienne de Fay. Louis-François Daire (Père Daire) besuchte de Fay ebenfalls, verwendete aber in seiner "Histoire de la ville ď amiens" keinen Namen, sondern nur die Bezeichnung „der alte gehörlose Mann aus Amiens“.
Um 1738 tritt David d’Azy d'Etavigny (* um 1730) in den Unterricht von Etienne de Fay ein. 1746 muss Azy d'Atavigny de Fay dann wieder verlassen, um von Jacob Rodrigues Pereira Sprachunterricht für die Erfüllung eines sprechenden rechtmäßigen Erben zu erhalten.
Die Gebrüder Meusnier, darunter Francois Meusnier, sind zusammen mit Jean-Baptiste des Lyons und François Baudrant ebenfalls Teil der Schüler von de Fay.
Für wissenschaftliche Zwecke wurde de Fay auch von Jean-Baptiste de Lamarck besucht.